# Érable du père David
Acer davidii
Pour les articles homonymes, voir Érable à peau de serpent.
Espèce
Classification APG III (2009)
L'érable du père David est une espèce d'érable appartenant à la section Macrantha de la classification des érables. Originaire de Chine, il appartient aussi à la catégorie des érables à peau de serpent.
Il a été nommé ainsi en l'honneur d'un missionnaire, le père David, qui envoyait de Chine vers Paris des espèces botaniques nouvelles à Franchet.
Il est planté comme arbre ornemental pour son feuillage coloré à l'automne et son tronc jaspé.
L'Acer davidii ssp. grosseri aussi appelé « érable jaspé de Chine » est une sous-espèce importante.

## Étymologie et histoire de la nomenclature
Le nom de genre vient du latin Acer « pointu, perçant » peut-être parce que le bois dur de l’érable, servait à faire des hampes de lances, à l’extrémité pointue. L’encyclopédiste romain du Ier siècle, Pline, utilisait le terme acer pour désigner l’érable et distinguer différentes espèces, comme acer album « érable blanc, sycomore », acer campestre etc. (Pline, HN, XVI, 66). C’est cet usage antique qui a dû motiver Linné lorsqu'il a créé le genre Acer en 1753 dans Species plantarum.
L’épithète spécifique davidii a été dédiée au missionnaire botaniste Armand David (1826-1900) qui a parcouru la Chine au XIXe siècle pour collecter des plantes inconnues des botanistes qu’il envoyait à Adrien Franchet du Muséum national d’histoire naturelle pour identification.
Le père David collecta en avril 1869 à Moupin (Baoxing, dans la montagne, à l’ouest de Chengdu) cette espèce d'érable et Franchet en publia la description en 1885.

## Taxons inférieurs
Deux sous-espèces sont distinguées :
- Acer davidii subsp. davidii, limbe ovale ou ovale-oblong, base subcordée ou arrondie,
- Acer davidii subsp. grosseri, (Pax) PC de Jong, limbe suborbiculaire-ovale, base subcordée, bord doublement dentelé à dents aiguës, 5 lobé, apex acuminé

Parmi les cultivars, on citera :
- Acer davidii, ‘George Forrest’ : 8 à 10 m, avec une écorce pourpre striée de blanc, il est dédié au botaniste Georges Forrest qui l’introduisit en Europe en 1922, à partir du Yunnan[6].

- Acer davidii ‘Leiden’ : 6 à 8 m, écorce orange striée de blanc
- Acer davidii ‘Rosalie’ : 10 à 15 m, écorce striée de pourpre
- Acer davidii ‘Horizontale’ : 5 à 6 m, port large et assez bas, avec une écorce rosée claire.

## Description

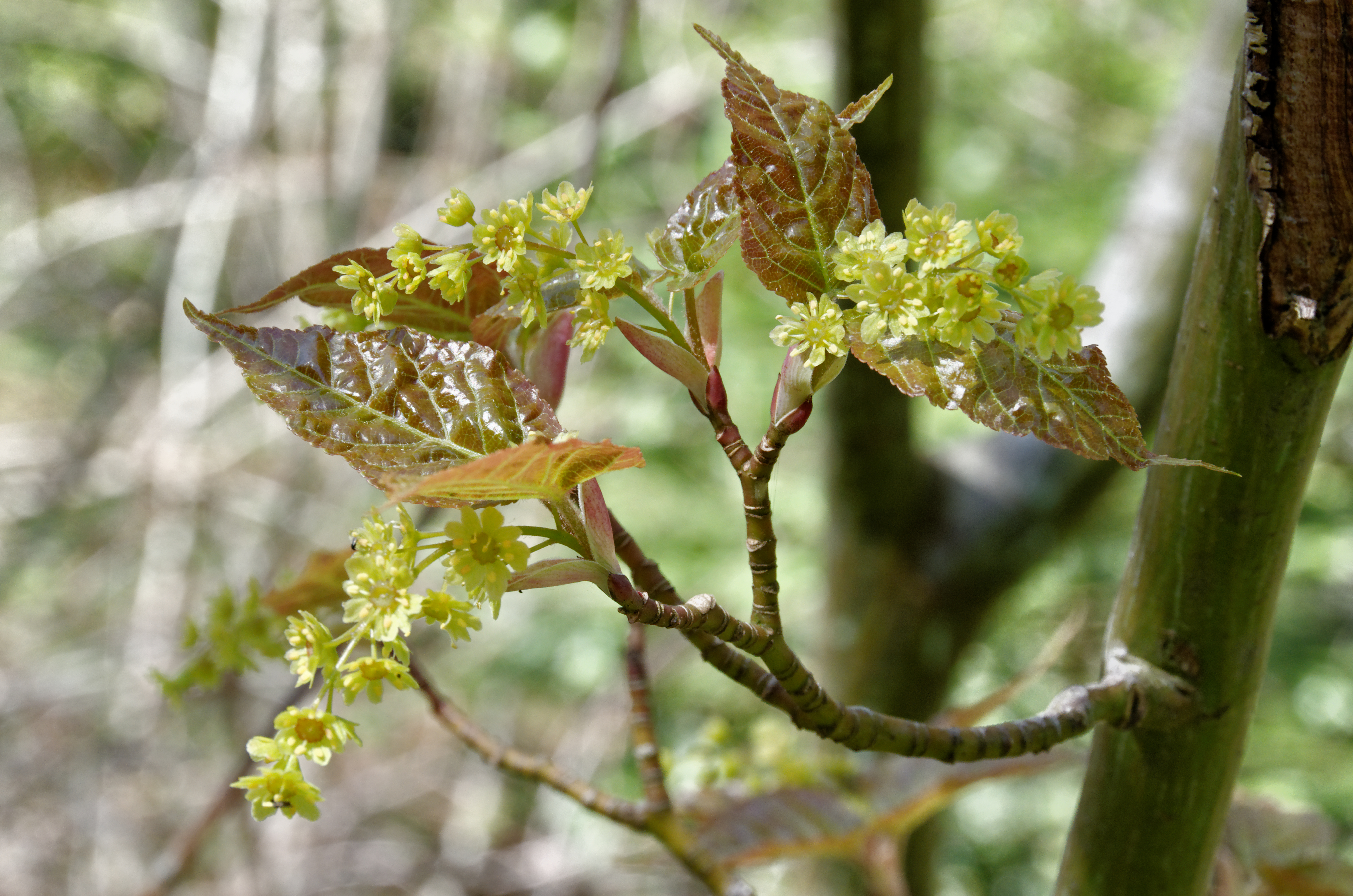
Érable du père David. Jeunes feuilles bronzées et inflorescences

Cet érable a une hauteur maximale de 10 à 15 m, avec un tronc d'un diamètre maximum de 40 cm, souvent moins. Port arrondi. Le feuillage est caduc.
Il a tendance à avoir plusieurs troncs. Belle écorce jaspée, verte avec des bandes verticales blanches, caractéristique des érables à peau de serpent.
La feuille est simple, de forme ovale, ovale-oblong, de 8-12 (-14) cm de long sur 5–8 cm de large, vert foncé brillant sur le dessus, pubescente dessous au stade juvénile. La marge peut être entière, ou (3 ou) 5-lobée, dentelée ou doublement dentelée ; l’apex est généralement acuminé.
L’espèce est andromonoïque. L’inflorescence pendante, racémeuse, porte des fleurs jaune verdâtre. La fleur comporte 5 sépales elliptiques, de 4 mm, 5 pétales obovales, de 4 mm, 8 étamines, à anthères jaunes.
La floraison a lieu en mars-avril.
Le fruit une samare, jaune brunâtre est une nucule plate, de 8–10 x10 mm, avec des ailes étalées horizontalement de 2,5 à 2,8 mm. La fructification a lieu en septembre.

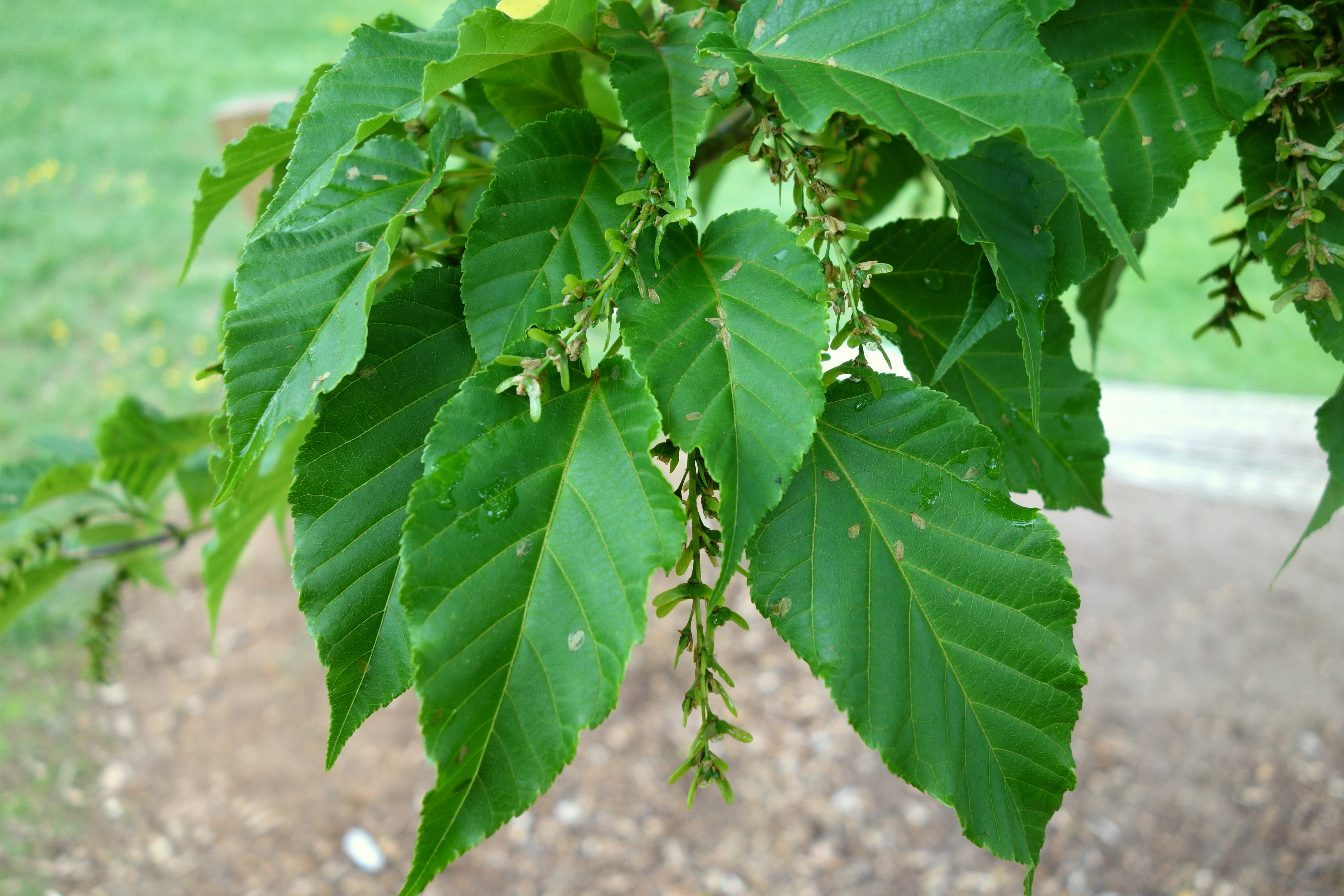
Feuille d’érable de David
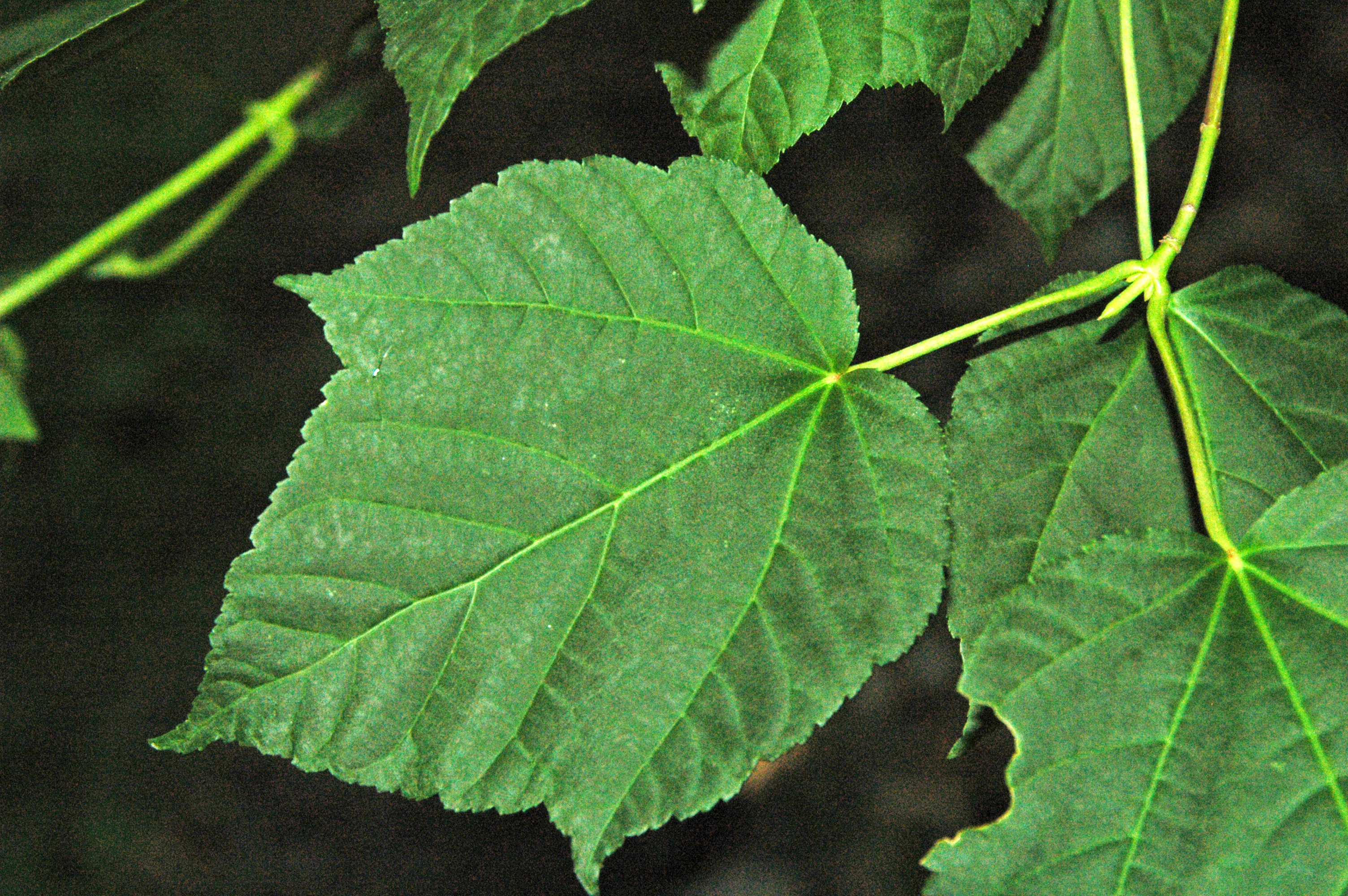
Feuille trilobée
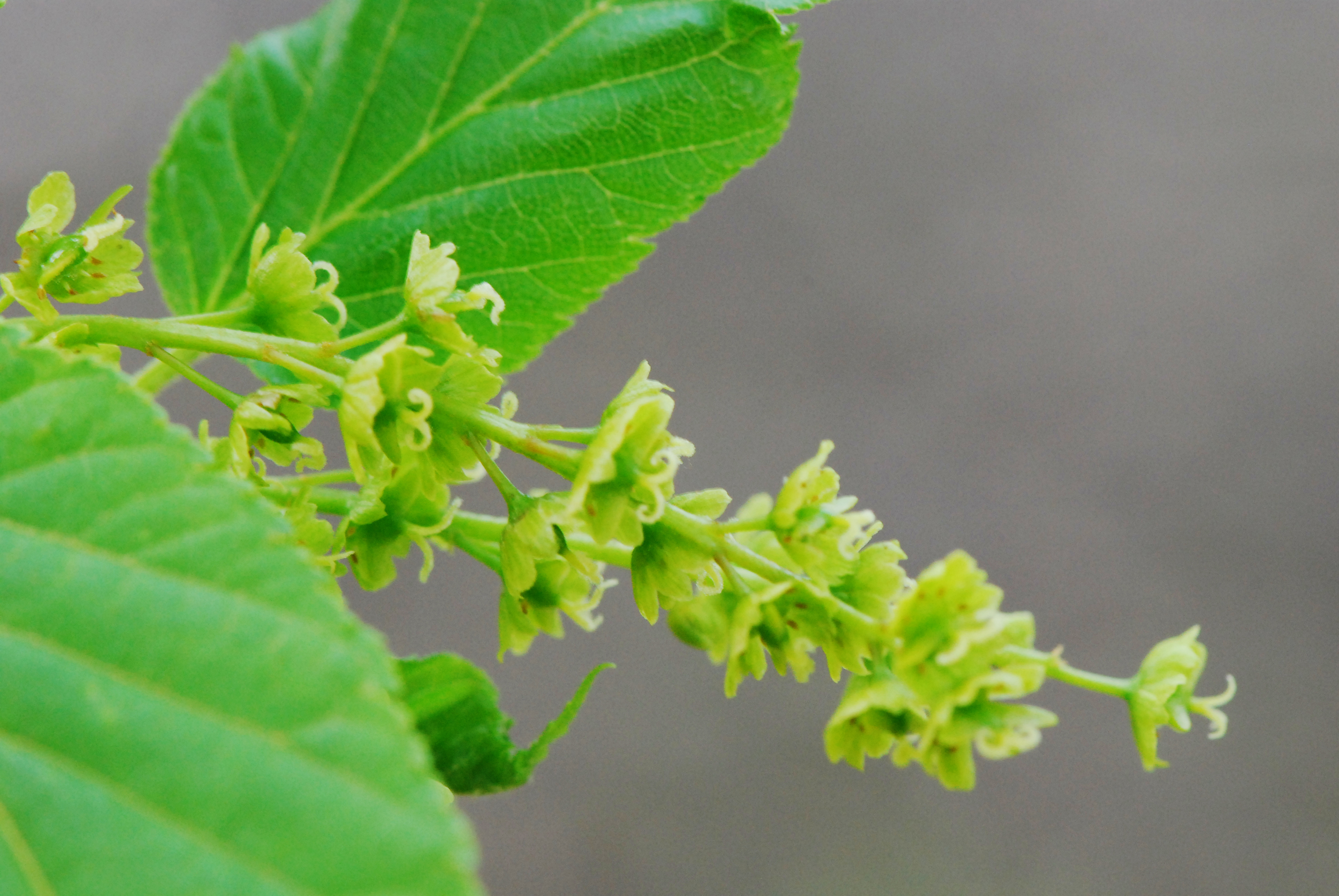
Inflorescence d'érable du père David
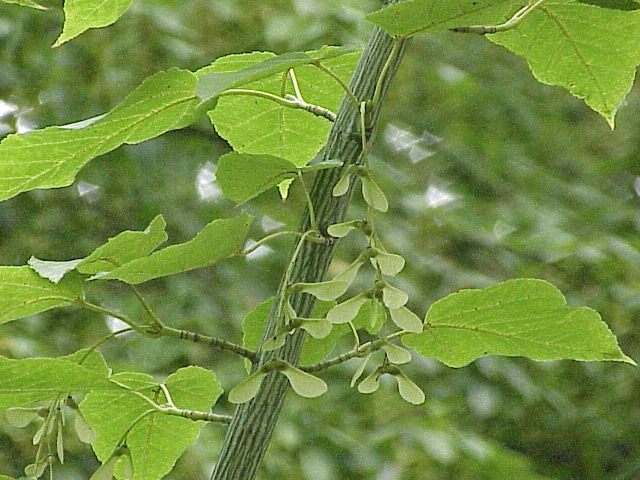
Samares de Acer davidii subsp. grosseri
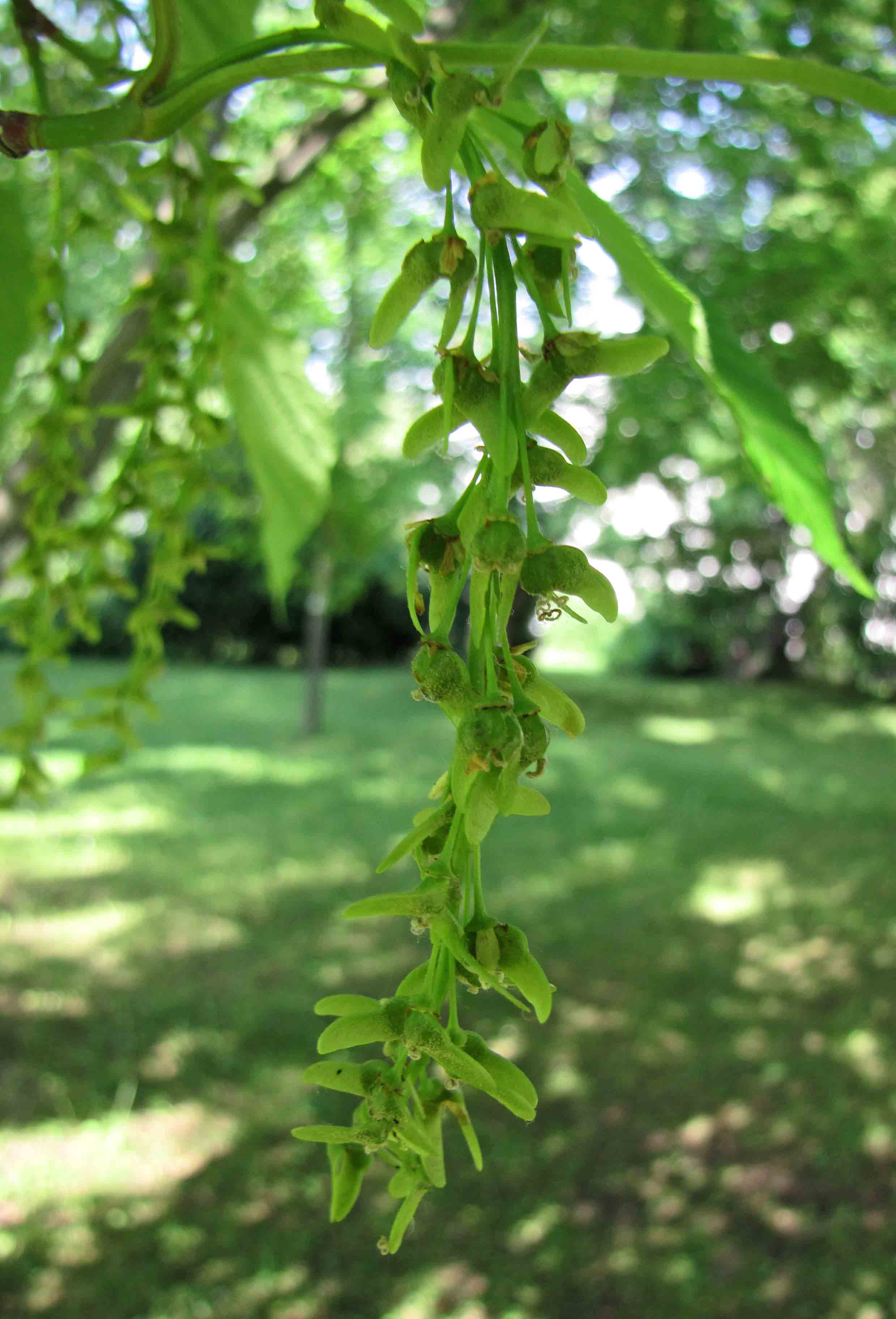
Fruits
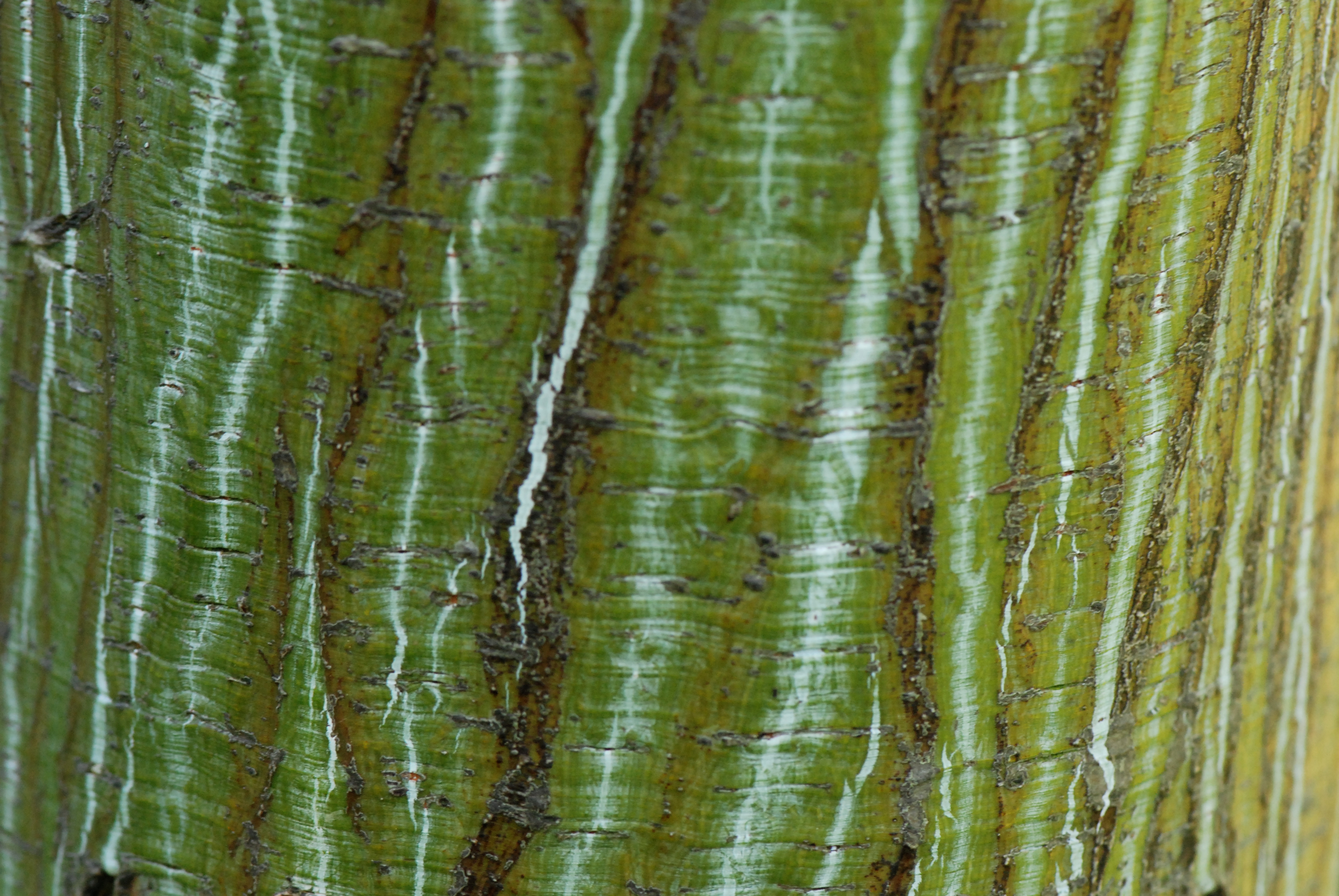
Tronc jaspé de l'érable du père David
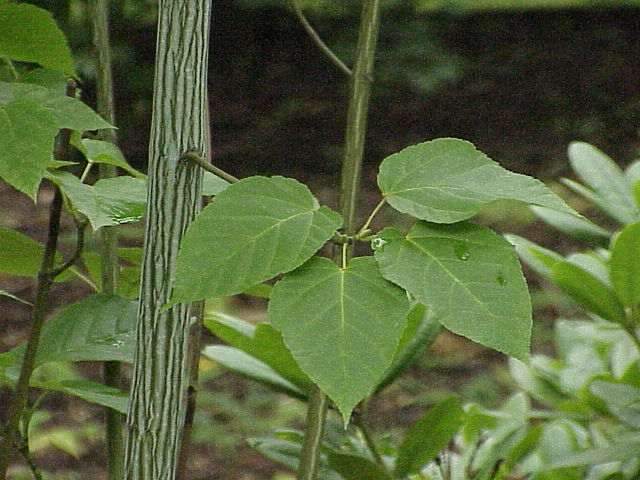
Acer davidii subsp. grosseri

## Distribution

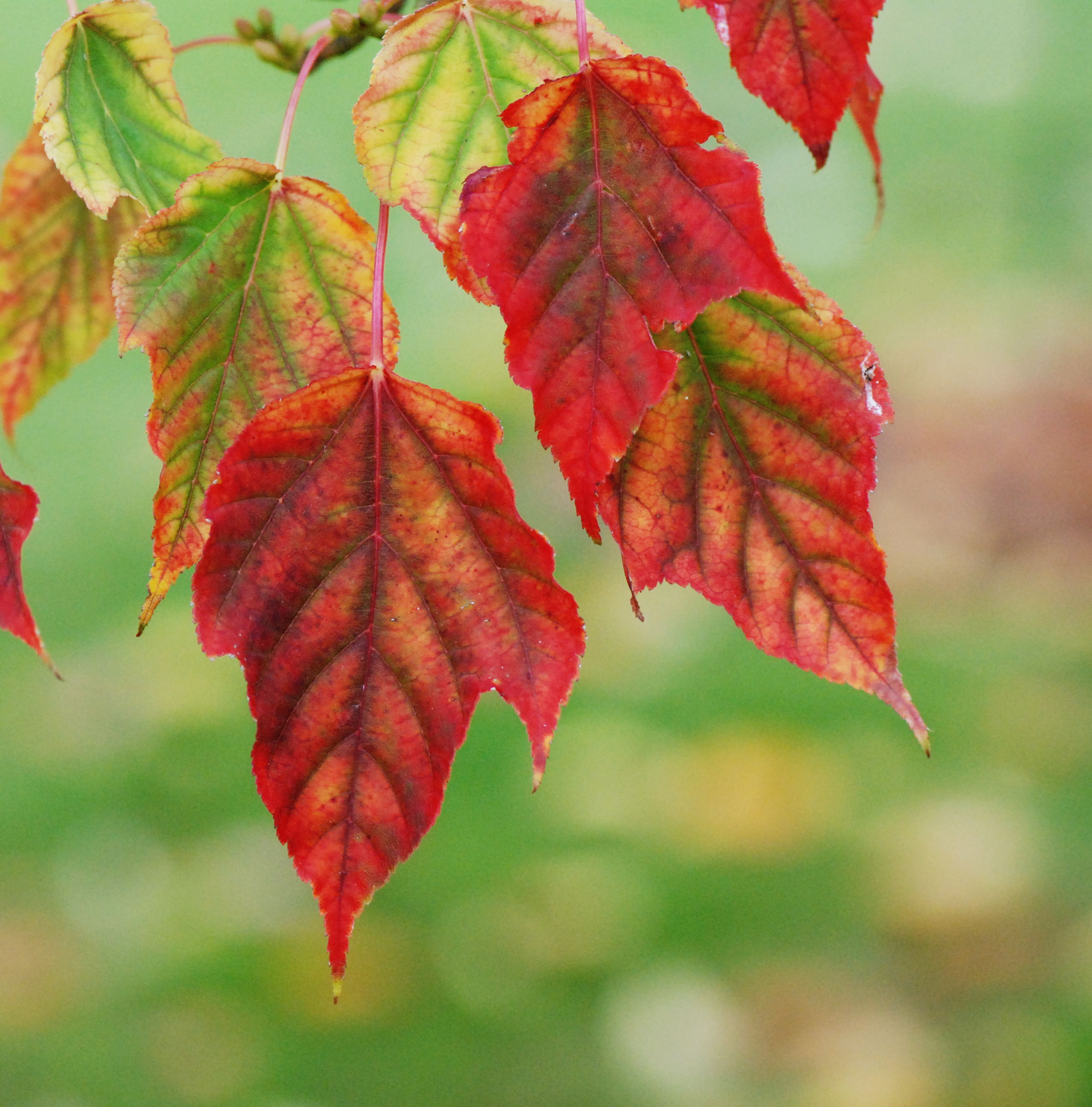
Acer davidii subsp. grosseri, feuillage d'automne, feuille trilobée

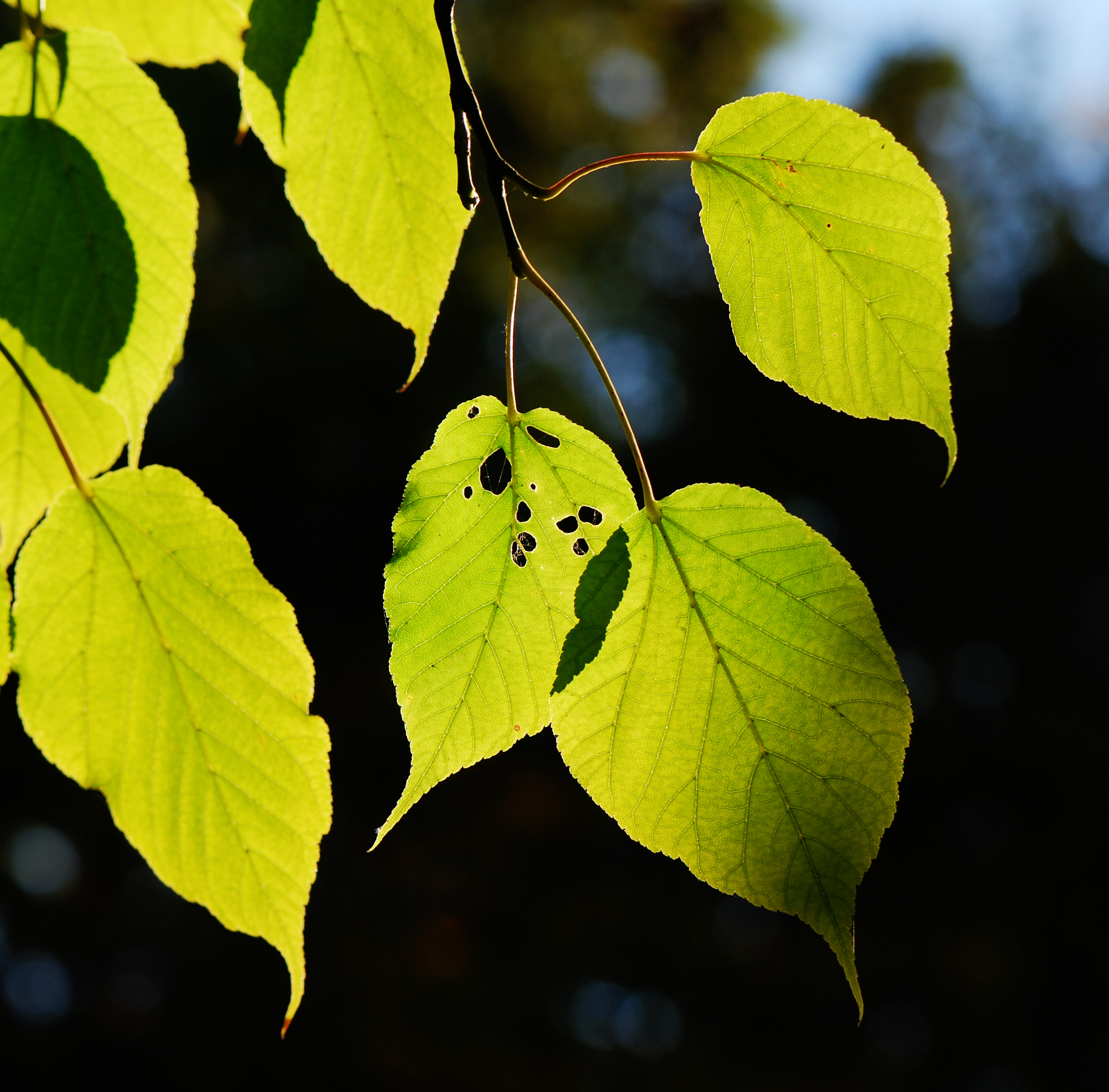
Acer davidii, feuillage d'automne, apex acuminé

L’érable de David est en présent essentiellement en Chine et un peu au Myanmar. En Chine, on le trouve partout au Centre et à l’Est (Anhui, Fujian, SE Gansu, Guangdong, Guangxi, Guizhou, Hebei, Henan, Hubei, Hunan, Jiangsu, Jiangxi, Ningxia, S Shaanxi, Shanxi, Sichuan, Yunnan, Zhejiang) sauf au Tibet, Xinjiang, Mongolie intérieure et provinces du Nord-Ouest.

## Habitat
L’érable de David croît dans les forêts mixtes, entre 500 et 1 500 m.

## Usages

### Horticole
Espèce ornementale, plantée dans les parcs en raison de son écorce jaspée et de la belle coloration automnale de ses feuilles. Son feuillage passe du vert foncé au doré puis au roux et rouge à l’automne.
C’est un arbre rustique en France qui préfère les sols frais, et une exposition à mi-ombre. Résiste à -20 °C.